# Joyce Banda
Joyce Banda Hilda là một chính trị gia Malawi giữ chức Tổng thống Malawi kể từ ngày 07 tháng 4 năm 2012. Là một nhà hoạt động trong lĩnh vực giáo dục và quyền bình đẳng giới căn bản, bà đã giữ chức Bộ trưởng Bộ Ngoại giao giai đoạn 2006-2009 và Phó Tổng thống Malawi từ tháng 5 năm 2009 đến tháng 4 năm 2012. Banda nhậm chức làm Tổng thống sau cái chết đột ngột của Tổng thống Bingu wa Mutharika. Bà là nữ Phó tổng thống và Tổng thống đầu tiên của Malawi.
Bà cũng đã là dân biểu Quốc hội và Bộ trưởng Bộ Giới, Vấn đề trẻ em và Dịch vụ Cộng đồng. Trước khi tham gia vào lĩnh vực chính trị, bà là người sáng lập của Quỹ Banda Joyce, người sáng lập của Hiệp hội quốc gia của phụ nữ kinh doanh (NABW), Dự án Mạng lưới Phụ nữ lãnh đạo trẻ và Đói nghèo. Bà được liệt kê trong Tạp chí Forbes 2011 như phụ nữ quyền lực thứ ba ở châu Phi.
Bà là những người sáng lập và lãnh đạo của Đảng nhân dân thành lập vào năm 2011, và trước khi cái chết của Bingu wa Mutharika của được coi là ứng viên có khả năng để chạy đua tranh cử vào chức vụ Tổng thống Malawi trong cuộc tổng tuyển cử năm 2014. Đảng nhân dân dự kiến để có một quy ước sau này năm, với Joyce Banda có khả năng được xác nhận là lãnh đạo đảng.

## Thời trẻ
Banda sinh ra ở Malemia, một làng ở huyện Zomba của Malawi. Bà có chứng chỉ trường Cambridge, bằng cử nhân ngành giáo dục thiếu nhi từ đại học Columbus và một bằng quản lý bà học ở Ý. 25 tuổi, cô có ba người con và đang sống tại Nairobi, Kenya. Trong năm 1975, phong trào phụ nữ ngày càng tăng ở Kenya cung cấp Banda tinh thần cần thiết từ bỏ một cuộc hôn nhân ngược đãi và nuôi những người con của mình. Từ năm 1985 đến 1997 Banda quản lý và thành lập các doanh nghiệp và các tổ chức khác nhau bao gồm cả các may Ndekani, (1985), Akajuwe Enterprises (1992), và Kalingidza Bakery (1995). Thành công của cô đã giúp cô có cơ hội giúp đỡ phụ nữ đạt được độc lập tài chính và phá vỡ các vòng xoáy bị ngược đãi và đói nghèo.